# Antje Wöhnke
Antje Wöhnke (* 8. August 1964) ist eine deutsche Redakteurin und ehemalige Moderatorin beim NDR Fernsehen.

## Leben
Aufgewachsen ist Wöhnke in Hannover und im Landkreis Lüneburg. Ihr Chemiestudium schloss sie 1992 in Hannover und mit der Promotion ab. Bereits 1995 arbeitete sie bei einer Zeitung. Ihr Volontariat absolvierte sie beim NDR und arbeitete für diverse Sendungen und Wissenschaftsmagazine im öffentlich-rechtlichen Fernsehen. Von März 2020 bis August 2022 war sie Moderatorin der Regionalsendung Niedersachsen 18.00 im NDR, nachdem sie bis März 2020 Hallo Niedersachsen, das Regionalmagazin des Norddeutschen Rundfunks für das Land Niedersachsen, moderiert hatte. Sie ist passionierte Blauwasserseglerin und nahm im Jahre 2007 an der Transatlantikregatta Blue Race auf der Yacht KPMG des DHH teil.

## Schriften
- Festkörperelektrochemische Untersuchungen zur Fehlordnung im Ag2O. Universität Hannover, 1993 (Dissertation)